# Dagny Larsson
Dagny Larsson, född 16 juni 1912 i Västra Alstad, Malmöhus län, död 2006, var en svensk målare.
Hon var dotter till lantbrukaren Edvard Larsson och Karolina Jönsson och syster till journalisten och poeten Martha Larsson. Larsson studerade under 1930-talet vid Skånska målarskolan i Malmö och vid Otte Skölds målarskola i Stockholm, dessutom studerade hon en period för Erik Clemmesen i Köpenhamn och under studieresor till Frankrike och Italien. Hon debuterade med en separatutställning i SDS-hallen Malmö 1955 och har därefter medverkat i ett flertal separat och samlingsutställningar. Hennes konst består av landskapsmålningar och blommande fruktträd. Larsson är representerad med ett självporträtt vid Trelleborgs museum, samt på Malmö museum, Ystads konstmuseum, Malmöhus läns landsting och Statens konstråd. En minnesutställning med hennes konst visades på Trelleborgs museum 2007.